# Polskarob
Die Polskarob (Polsko-Skandynawskie Towarzystwo Transportowe, dt.: „Polnisch-skandinavische Transportgesellschaft“) war eine polnische Reederei, die von 1927 bis 1972 bestand. Hauptbetätigungsfeld war der Transport polnischer Kohle nach Skandinavien, mit dem sie in den 1930er Jahren nach Ladungsaufkommen zur zweitgrößten Reederei des Landes und zur größten nicht-staatlichen Reederei Polens wurde.

## Geschichte

### Vorgeschichte und Gründung

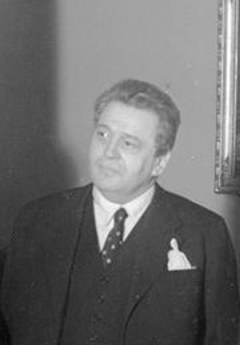
Alfred Falter im Jahr 1937

Mit Beginn des deutsch-polnischen Zollkrieges verlor die polnische Kohleförderung in Oberschlesien ab 1925 ihren größten Abnehmer durch das deutsche Einfuhrverbot und musste sich neue Absatzmärkte aufbauen. Gleichzeitig förderte die polnische Regierung die Ansiedlung von Unternehmen im neuen Hafen von Gdynia durch Steuererleichterungen.
Der größte Kohlehandelskonzerns in Oberschlesien, Robur, und sein Präsident, Mehrheitsaktionär und späterer Eigner Alfred Falter setzten auf den Export der Kohle nach Skandinavien und den Aufbau einer eigenen Reederei. Nach der 1926 gegründeten Reederei Żegluga Polska gründete Alfred Falter mit Unterstützung des polnischen Staates sowie schwedischen und deutschen Investoren Polskarob am 16. November 1927 als zweite große Reederei des Landes. Das Unternehmen mit Sitz in Gdynia blieb als Tochtergesellschaft unter der Kontrolle von Robur, wurde aber als eigene Aktiengesellschaft geführt. Hauptaufgabe war der Transport polnischer Kohle in skandinavische Länder, gleichzeitig wurde in Gdynia ein Bunkerdienst aufgebaut, um im Hafen liegende Schiffe mit Kohle zu versorgen.

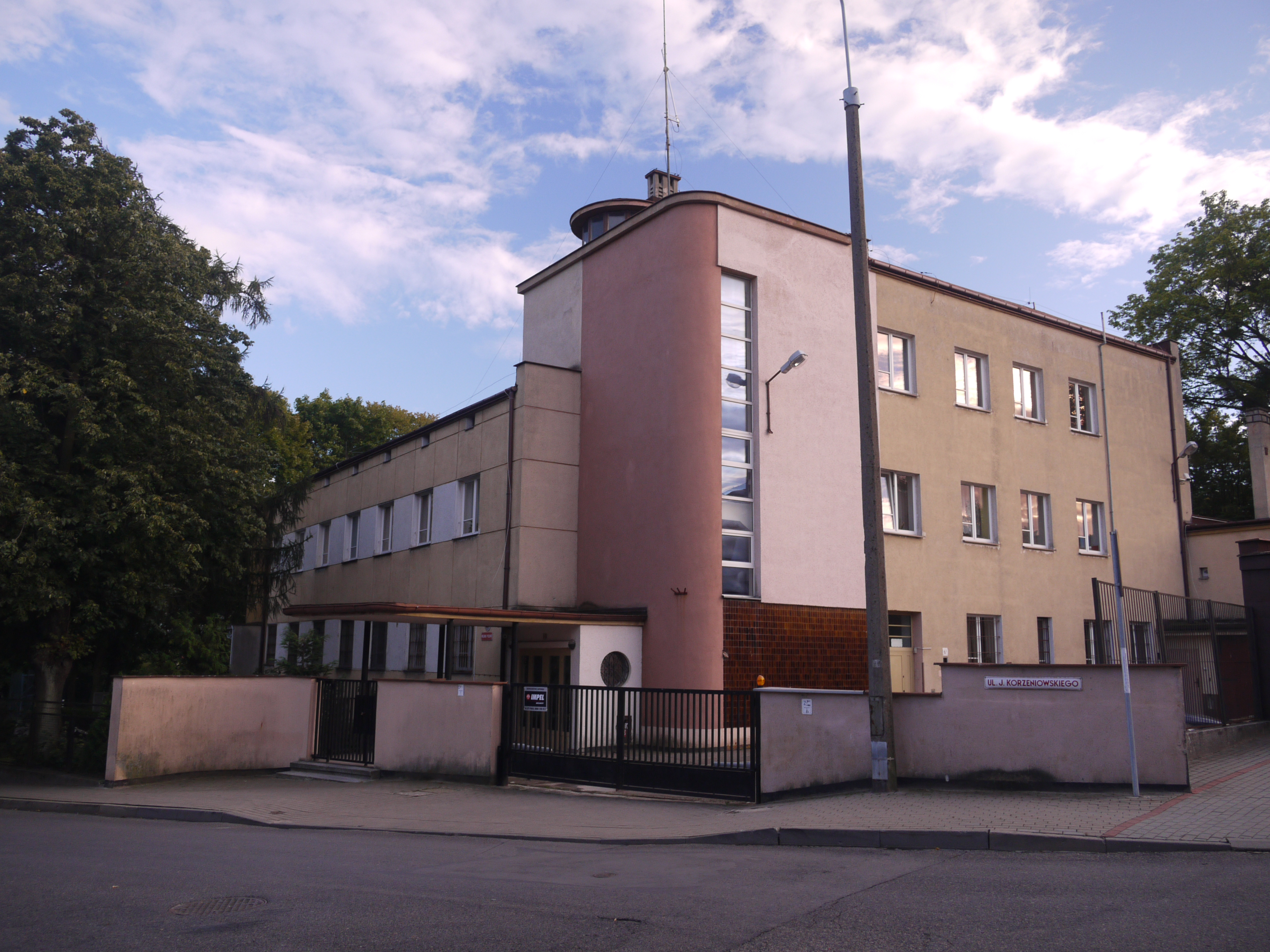
Das von Polskarob gebaute Verwaltungsgebäude in Gdynia

Der polnische Staat und insbesondere Minister Eugeniusz Kwiatkowski förderte den Aufbau der Reederei, indem sie am 9. Mai 1927 mit Alfred Falter einen Vertrag über die Nutzung der Hafenanlagen von Gdynia unterzeichneten: Falter pachtete die Anlagen für 35 Jahre und verpflichtete sich im Gegenzug, Schiffe mit einer Gesamtkapazität von 10.000 Tonnen anzuschaffen, 100.000 Tonnen Kohle pro Monat umzuschlagen und auf eigene Kosten einen Bunkerdienst bereitzustellen. Im Zusatzvertrag vom 28. April 1928 wurde die Gesamtkapazität der Schiffe auf 15.000 Tonnen, die der umzuschlagenden Kohle pro Monat auf 125.000 Tonnen erhöht. Dafür erhielt das Unternehmen weitere Hafenflächen.

### Die Kohlenflotte in der Reedereientwicklung

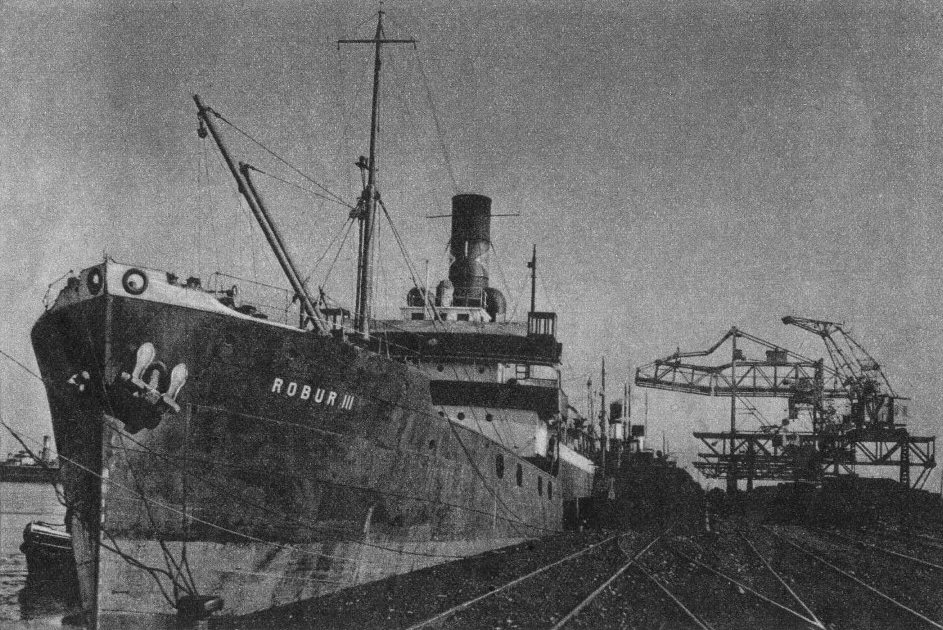
Der Kohlentransporter Robur III etwa 1935

Bereits nach den ersten Betriebsjahren zeigte sich die Bedeutung der Reederei, da sie sich zu einer der führenden Reedereien des Landes entwickelte. Schnell übertraf sie den vom Hafen Tczew an der Weichsel operierenden Konkurrenten Żegluga Wisła-Bałtyk an Ladungsaufkommen.
Mit dem Aufbau der Flotte wuchs auch das jährliche Volumen des transportierten Ladungsaufkommens von 11.501 Tonnen im Jahre 1927, auf 251.456 Tonnen im Jahr 1930 und 471.816 Tonnen im Jahr 1934. Nach den für 1937 vorliegenden Zahlen transportierte Polskarob in diesem Jahr 673.449 Tonnen. Da die Schiffe auf ihren Rückfahrten nur gelegentlich Fracht fanden – aus Schweden meist Eisenerz – fuhren sie oft in Ballast zurück nach Polen und erzielten die Frachtmengen hauptsächlich durch den Kohleexport. Angesteuert wurden zunächst Häfen in Skandinavien, dazu kamen westeuropäische Häfen. In der Reihenfolge der Abnehmerländer lag 1934 Schweden an der Spitze (311.503 Tonnen), gefolgt von Norwegen (70.191 Tonnen), Belgien (46.174 Tonnen), Dänemark (25.811 Tonnen), den Niederlanden (15.378 Tonnen) und Irland (2.760 Tonnen).
Mehr Fracht als Polskarob transportierte lediglich die staatliche polnische Reederei Żegluga Polska (973.478 Tonnen). Andere Reedereien wie Polbryt (115.274 Tonnen) oder die Gdynia America Linie erreichten dieses Ladungsaufkommen bei weitem nicht.
Zur Betriebsaufnahme legte sich Polskarob gebrauchte Kohlenfrachter zu, die den Namen der Muttergesellschaft Robur und eine fortlaufende Nummer in römischen Ziffern erhielten. Heimathafen der Schiffe wurde Gdynia. Ihr erstes Schiff kaufte die Reederei im März 1927 von der schwedischen Robur-Tochter Robur-Rederi A / B aus Stockholm, die bereits 1879 gebaute Robur I. Im September 1927 folgte mit Robur II das zweite Schiff, das noch im selben Monat den ersten Kohlentransport von Gdynia nach Gävle in Schweden durchführte. Beide Schiffe fuhren anfangs unter schwedischer Flagge und die Reederei setzte sie vornehmlich auf Routen nach Skandinavien ein. Im November 1928 traf mit Robur III das nächste Schiff aus Großbritannien in Gdynia ein, das neben Routen nach Skandinavien nun auch Kohle zu westeuropäischen Häfen beförderte. Wenige Wochen später, am 18. November 1928 traf die Reederei der erste Verlust: Auf der Fahrt in Ballast von Skutenhamn nach Danzig lief Robur II infolge eines Navigationsfehlers während eines Schneesturms im Bottnischen Meerbusen auf eine Untiefe und sank am nächsten Tag.
Die ersten eigenen Neubauten beauftragte Polskarob bei der Lindholmens Varv in Göteborg, die sie als Robur IV und Robur V im Juli und August 1930 übernahm. Beide Schiffe wurden ebenfalls in der Trampfahrt nach Skandinavien und Westeuropa eingesetzt. Im gleichen Jahr verkaufte die Reederei das älteste Schiff, die Robur I, da sie sich in einem technisch schlechten Zustand befand, nach Schweden, wo es weiterhin in Fahrt gewesen sein soll. Nach anderen Angaben soll das Schiff im gleichen Jahr abgewrackt worden sein. Robur VI war wieder ein gebrauchtes Schiff aus Großbritannien, das schon im August 1929 in Dienst gestellt worden war. Der Neubau Robur VIII von 1938 wurde zum Flaggschiff der Reederei und wurde über Skandinavien hinaus eingesetzt.

### Bunkerdienste in Gdynia

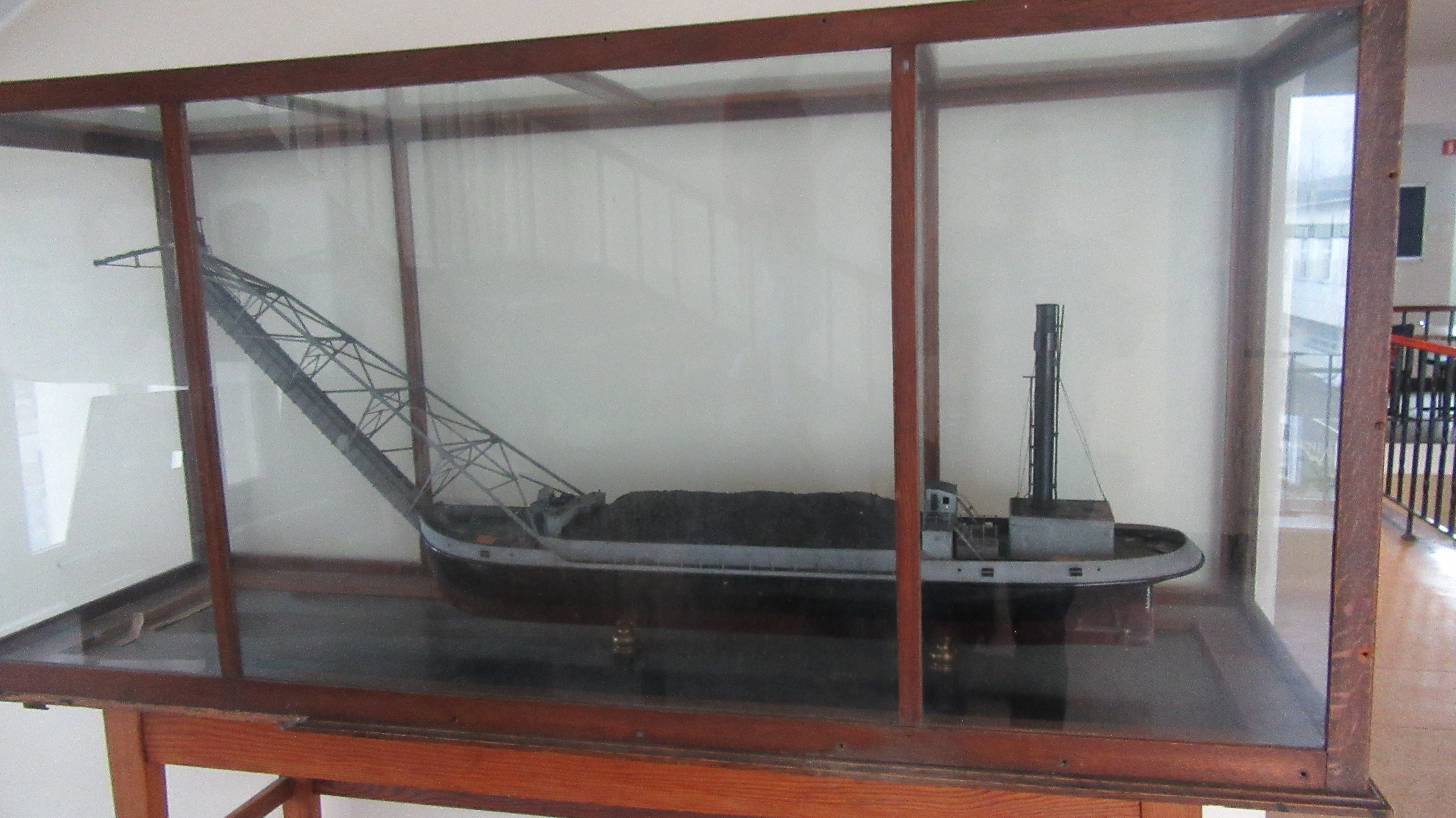
Modell des Bunkerschiffes Robur VII

Für seinen und Bunkerdienste in Gdynia schaffte sich Polskarob eine kleine Flotte von Schleppern und Kohleleichtern an. Sie übernahm das „Hamburger Modell“, bei dem Schiffe während der Liegezeit an der Pier seeseitig mit Kohle versorgt wurden. Dazu erwarb die Reederei die drei kleinen Schlepper Hala, Nida und Vega und die acht Kohlenleichter Basia (Bj. unbekannt, 166 BRT, 30,4 × 7,5 Meter), Buba (Bj. 1875, 163 BRT, 26,0 × 7,7 Meter), Ewa (Bj. 1909, 122 BRT, 25,9 × 6,0 Meter), Ira (Bj. 1919, 164 BRT, 26,7 × 2,8 Meter), Jola (Bj. 1898, 155 BRT, 24,5 × 7,0 Meter), Krysia (Bj. 1908, 199 BRT, 33,9 × 7,7 Meter), Mariolka (Bj. 1912, 247 BRT) und Tricza (Bj. 1917, 158 BRT, 31,2 × 6,2 Meter). Über diese Leichter ist nur wenig bekannt.
1937 kam ein neues und eigens für die Reederei gebautes Bunkerschiff zum Einsatz: Die Robur VII war auf der niederländischen Werft N. V. Gusto in Schiedam gebaut worden und entsprach einem Modell, das die Werft bereits mehrfach ausgeliefert hatte: Das Schiff hatte eine Ladekapazität von 1000 Tonnen, verfügte am Bug über ein großes Förderband und konnte 400 Tonnen in der Stunde umsetzen. Aufgrund der Leistungsfähigkeit von Robur VII benötigte die Reederei deutlich weniger Schlepper und Leichter – sie behielt noch die Schlepper Hala und Nida sowie drei Leichter.

### Zweiter Weltkrieg
Zu Beginn des Zweiten Weltkrieges bestand die Flotte der Kohletransporter der Reederei aus den Schiffen Robur III bis Robur VIII, von denen sich nur das Bunkerschiff Robur VII in Polen befand. Von diesen sechs Schiffen überstanden nur zwei Schiffe den Krieg. Das in Gdynia befindliche Bunkerschiff Robur VII wurde dort im September 1939 versenkt, um die Einfahrt zum Hafen zu blockieren. Alfred Falter gelang die Flucht nach Großbritannien, wo er die verbliebenen Schiffe auf seinen Namen registrierte. Damit versuchte er mögliche Rechtsansprüche der deutschen Gesellschafter auf Schiffe, die zunächst in neutralen Häfen lagen, entgegenzuwirken und diese Schiffe in britische Häfen zu überführen. Gleichzeitig registrierte er die Kohlefrachter untern neuen Namen, die er nach Figuren aus der Trilogie von Henryk Sienkiewicz benannte: Aus Robur III wurde Kmicic, aus Robur IV die Częstochowa, aus Robur V nun Kordecki, aus Robur VI wurde Zbaraż und aus Robur VIII wurde schließlich Zagłoba. Damit endete das operative Geschäft der Reederei unter dem Namen Polskarob.
Alfred Falter verpachtete die Schiffe an das Ministry of War Transport. Während des Krieges sank zuerst am 15. Juli 1940 die Zbaraż durch die Bombardierung deutscher Flugzeuge an der Ostküste Großbritanniens, am 20. August 1941 die Częstochowa nach einem Torpedoangriff des deutschen Schnellbootes S 48 ebenfalls an der Ostküste Großbritanniens und zuletzt im Februar 1943 die Zagłoba, die in einem Konvoi nach Großbritannien von einem U-Boot versenkt wurde.

### Nachkriegszeit bis zur Auflösung
Nach dem Zweiten Weltkrieg verblieben die beiden letzten Schiffe im Besitz von Alfred Falter, der nicht nach Polen zurückkehrte. Er flaggte die Schiffe erneut um und brachte sie unter der Flagge von Panama als Chopin (ex Kmicic, ex Robur III) und Copernicus (ex Kordecki, ex Robur V) in Fahrt. Noch bis 1949 betrieb er die beiden Frachter, dann verkaufte er sie endgültig. Im Juli 1949 stellte er noch den Neubau Alfa unter liberianischer Flagge in Dienst, verkaufte ihn allerdings als letztes Schiff der Reederei bereits 1952. Das Unternehmen Polskarob blieb unterdessen in Polen bestehen: Die Behörden hatten das Vermögen zwar verstaatlicht, mussten es nach einem Gerichtsurteil aber an die früheren Eigentümer zurückgeben. Die Gesellschaft verwaltete lediglich das verbliebene Eigentum, bis Polskarob ab 1966 liquidiert wurde, was bis 1972 dauerte.

## Schiffe der Reederei
| Name       | Baujahr         | Werft                                              | Vermessung         | Dienstzeit | Anmerkungen, Verbleib |
| ---------- | --------------- | -------------------------------------------------- | ------------------ | ---------- | --- |
| Robur      | 1879            | Hall, Russell & Company, Aberdeen                  | 974 BRT, 573 NRT   | 1927–1930  | ex Robur, Ragni, Käte Forster, Ballogie; 1927 von der Robur-Tochter Robur-Rederi A / B aus Stockholm gekauft, aufgrund des schlechten Zustandes 1930 nach Schweden verkauft und dort als Rewa in Dienst; nach anderen Angaben 1930 abgewrackt. |
| Robur II   | 1910            | S. P. Austin & Sons, Bishop’s Wearmouth/Sunderland | 1371 BRT, 798 NRT  | 1927–1928  | ex brit. Devereux (1910–1920) und Corbrook (1920–1927), 1927 gekauft, am 19. November 1928 auf der Fahrt von Nordschweden nach Danzig im Bottnischen Meerbusen während eines Sturmes auf einen Felsen gelaufen und gesunken. |
| Robur III  | 1923            | Robert Thompson and Sons, Sunderland               | 1894 BRT, 1138 NRT | 1928–1940  | ex brit. Akenside, 1928 angekauft, 1940 als Kmicicauf A. Falter registriert, Teilnahme an Atlantikkonvois und Invasion in der Normandie; 1946 von A. Falter als Chopin in Panama registriert, 1948 als Esperanza nach Italien verkauft, 1955 dort Daniela T.; Verbleib unbekannt.                                                                               |
| Robur IV   | 1930            | Lindholmens Varv, Göteborg                         | 1971 BRT, 1067 NRT | 1930–1940  | 1930 erstes für Polskarob gebautes Schiff, 1940 als Częstochowa auf A. Falter registriert, 20. August 1941 nach Torpedoangriff des deutschen Schnellbootes S 48 an der Ostküste Großbritanniens gesunken. |
| Robur V    | 1930            | Lindholmens Varv, Göteborg                         | 1975 BRT, 1073 NRT | 1930–1940  | 1930 als Schwesterschiff von Robur IV für Polskarob gebaut; 1940 als Kordecki auf A. Falter registriert, nahm an der Invasion in der Normandie teil; 1946 von A. Falter als Copernicus in Panama registriert, 1949 nach Belgien verkauft (Suzon), 1955 nach Deutschland (Bernhard Blumenfeld und Saxonia), 1960 als Classis in Italien, Abwrackdatum unbekannt. |
| Robur VI   | 1922            | Jonker & Stans, Hendrik-Ido-Ambacht                | 2088 BRT, 1252 NRT | 1929–1940  | ex ndl. Straat Soenda, ex. brit. Pendennis; 1929 angekauft, 1940 als Zbaraż auf A. Falter registriert, am 15. Juli 1940 von deutschen Flugzeugen an der Ostküste Großbritanniens bombardiert, anschließend gesunken. |
| Robur VII  | 4. Oktober 1937 | N. V. Gusto, Schiedam                              | 879 BRT, 443 NRT   | 1937–1939  | Bunkerschiff, am 6. September 1939 in Gdynia selbst versenkt, von Deutschen gehoben, 1942 für Kriegsmarine zum Hebeschiff Richard umgebaut, 1946 als Khosta an Sowjetunion, 1947 an Polen zurück und bis 1990 als Smok in Dienst. |
| Robur VIII | 30. April 1938  | Burntisland Shipbuilding Company, Burntisland      | 2864 BRT, 1611 NRT | 1938–1943  | 1939 bei Kriegsbeginn mit einer Ladung Flugzeuge für poln. Luftwaffe in Großbritannien, 1940 an Ministry of War Transport verchartert, auf Alfred Falter registriert und in Zagłoba umbenannt, am 6. Februar 1943 im Konvoi SC 118 auf der Fahrt von New York nach Manchester von U 262 versenkt.                                                               |
| Hala       | 1922            | Janssen & Schmilinsky, Hamburg                     | 31 BRT, 17 NRT     | 1935–1939  | Schlepper, ex Harburg der Reederei Heymann in Hamburg, Ankauf 1935 für Einsatz mit Kohleleichtern im Bunkerdienst von Gdynia, 1939 dte. Beute, Einsatz bei Kriegsmarine als Neufähr, 1945 Rückgabe, Einsatz als Wilga, 1960 als Witek, Verbleib unklar. |
| Nida       | 1905            | Wichhorst-Werft, Hamburg                           | 25 BRT, 10 NRT     | 1931–1939  | Schlepper, Ankauf 1931 für Einsatz mit Kohleleichtern im Bunkerdienst von Gdynia, 1939 dte. Beute, Einsatz bei Kriegsmarine als Heubude, Rückgabe 1945 und Dienst als Danielka, Maciek, Franus, Verbleib unklar. |
| Vega       | 1901            | Eriksbergs Mekaniska Verkstad, Göteborg            | 26 BRT, 6 NRT      | 1934–1939  | Schlepper, Ankauf 1934 für Einsatz mit Kohleleichtern im Bunkerdienst von Gdynia, weiteres unklar. |
| Alfa       | 1949            | William Pickersgill, Sunderland                    | 2808 BRT, 1345 NRT | 1949–1952  | 1949 auf Bestellung von Alfred Falter gebaut, fuhr unter liberianischer Flagge bis zum Verkauf 1952, dann norw. Normundo, 1956 Willmar, 1963 Bodin, 1966 nach Feuer griech. Good Hope, 1973 panam. Pangri, 1976 zypr. Agni, 1977 abgewrackt. |